# Quint Juni Rústic (cònsol 162)
Quint Juni Rústic (en llatí Quintus Junius Rusticus) va ser un magistrat romà del segle ii. Era probablement net de Luci Juni Arulè Rústic i fill del cònsol del mateix nom Quint Juní Rústic. Formava part de la gens Júnia.
Va ser un dels mestres de l'emperador Marc Aureli i el més destacat filòsof estoic del seu temps. L'emperador el va consultar molt sovint sobre tota mena d'afers, i per dues vegades el va nomenar cònsol. A la seva mort l'emperador va fer decretar pel senat l'erecció d'estàtues en el seu honor. Als Fasti només apareix una vegada amb el càrrec de cònsol, l'any 162, i l'altra vegada hauria estat cònsol sufecte.